# East Fife Football Club
El East Fife Football Club es un club de fútbol de Escocia, con sede en Methil. Fue fundado en 1903 y compite en la Scottish League One, la tercera categoría del fútbol escocés.

## Palmarés

### Torneos nacionales
- Copa de Escocia (1): 1937-38
- Copa de la Liga de Escocia (3): 1947-48, 1949-50, 1953-54
- Segunda División de Escocia (1): 1947-48
- Cuarta División de Escocia (2): 2007-08, 2015-16